# Hermannia burchellii
Hermannia burchellii là một loài thực vật có hoa trong họ Cẩm quỳ. Loài này được Verd. mô tả khoa học đầu tiên.